# 王貞秀
王贞秀（?—?），南朝梁太原郡祁县人。王茂之子。
梁武帝天监十四年（515年）王茂病卒，王贞秀嗣爵望蔡县开国公。王贞秀居丧无礼，被有司所奏，流放广州。王贞秀于是密结担任仁威府中兵参军的北魏降人杜景，想要袭占广州城，被广州刺史萧昂讨平，王贞秀和杜景一同被斩。